# 近江攻防
近江攻防（おうみこうぼう）は、治承・寿永の乱の中で起きた近江源氏・園城寺僧兵と平家との一連の戦闘。

## 経過
治承4年（1180年）10月の富士川の戦いで平家が敗れると、同年11月17日尾張・美濃の源氏が蜂起した（『玉葉』）。その後11月20日には山本義経・柏木義兼兄弟が挙兵。蜂起した近江源氏は北陸と平安京を結ぶ物流拠点である琵琶湖を占拠し、北陸から都へ上る年貢を差し押さえた。園城寺の僧兵達も近江源氏と手を結び、その連合軍は一時平安京を占拠する勢いを見せた。また東国の甲斐源氏とも連絡をとっていたようで、近江源氏が武田信義と連絡を取っていたらしいことが『玉葉』に記載されている。また同書には、この反乱に若狭国の在庁官人が同意の動きをとっていたことも見え、翌年以降活発化する北陸の反乱勢力の蜂起の萌芽が見られる。
一方畿内近辺の反乱勢力の蜂起に対して平家は反撃に転じた。福原に都を遷していた朝廷は、11月21日平安京への還都を決定。26日には平清盛が平安京に戻る。続いて高倉上皇から近江寺社勢力に対して謀反人追討の院宣が発せられる。12月1日平家家人平田家継が近江源氏に攻撃を開始し、2日には平知盛が追討に向かった。6日に行なわれた戦闘では知盛らによって近江源氏が打ち破られた。この戦に敗れた兵の多くは美濃へ逃れて抵抗を続けることになる。平家は園城寺内の反乱軍に同意した僧兵たちにも攻撃を加え、その結果園城寺の一部が炎上する。
12月13日には近江において最後まで抵抗を続け馬渕城にたてこもって山本義経が追い落とされるが、12月24日頃山本城にこもって抵抗を続けていることが確認されている（『玉葉』）。その後山本義経は1183年の源義仲軍の上洛に同行することになる。
12月には近江の攻防が終息に向かうが、南都勢力の活動が活発化し尾張美濃の源氏は翌年まで反乱活動を続けることになる。